# 圣公斯当休圣殿 (佩鲁贾)

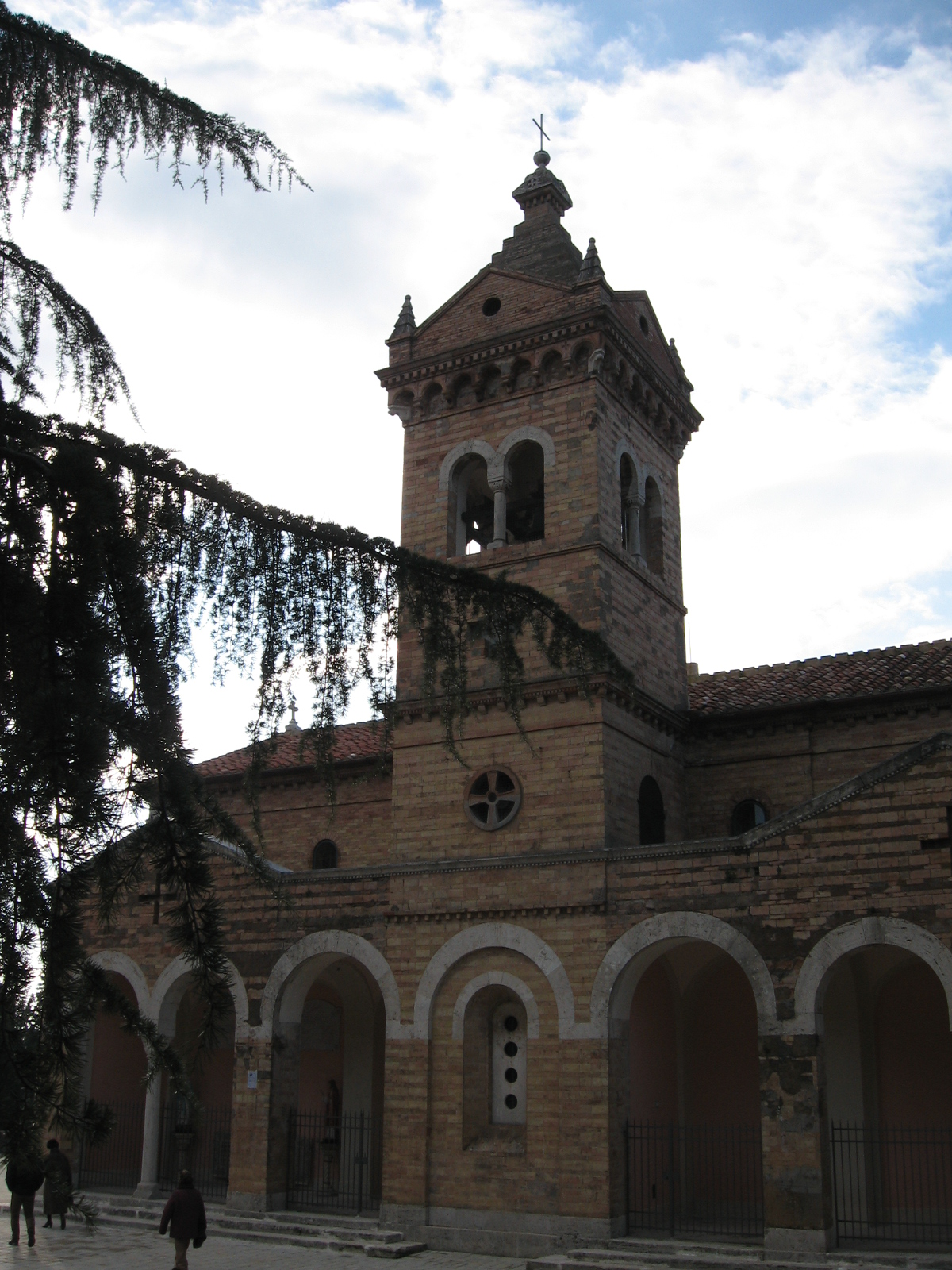

圣公斯当休圣殿（Chiesa di San Costanzo）是一座罗马天主教教堂，位于佩鲁贾老城，供奉翁布里亚的主保圣人圣公斯当休。2008年10月，教宗方济各将该堂升格为宗座圣殿.。

## 历史
公斯当休传统上公认为佩鲁贾的第一位主教 ，在罗马帝国迫害基督徒期间殉难 .

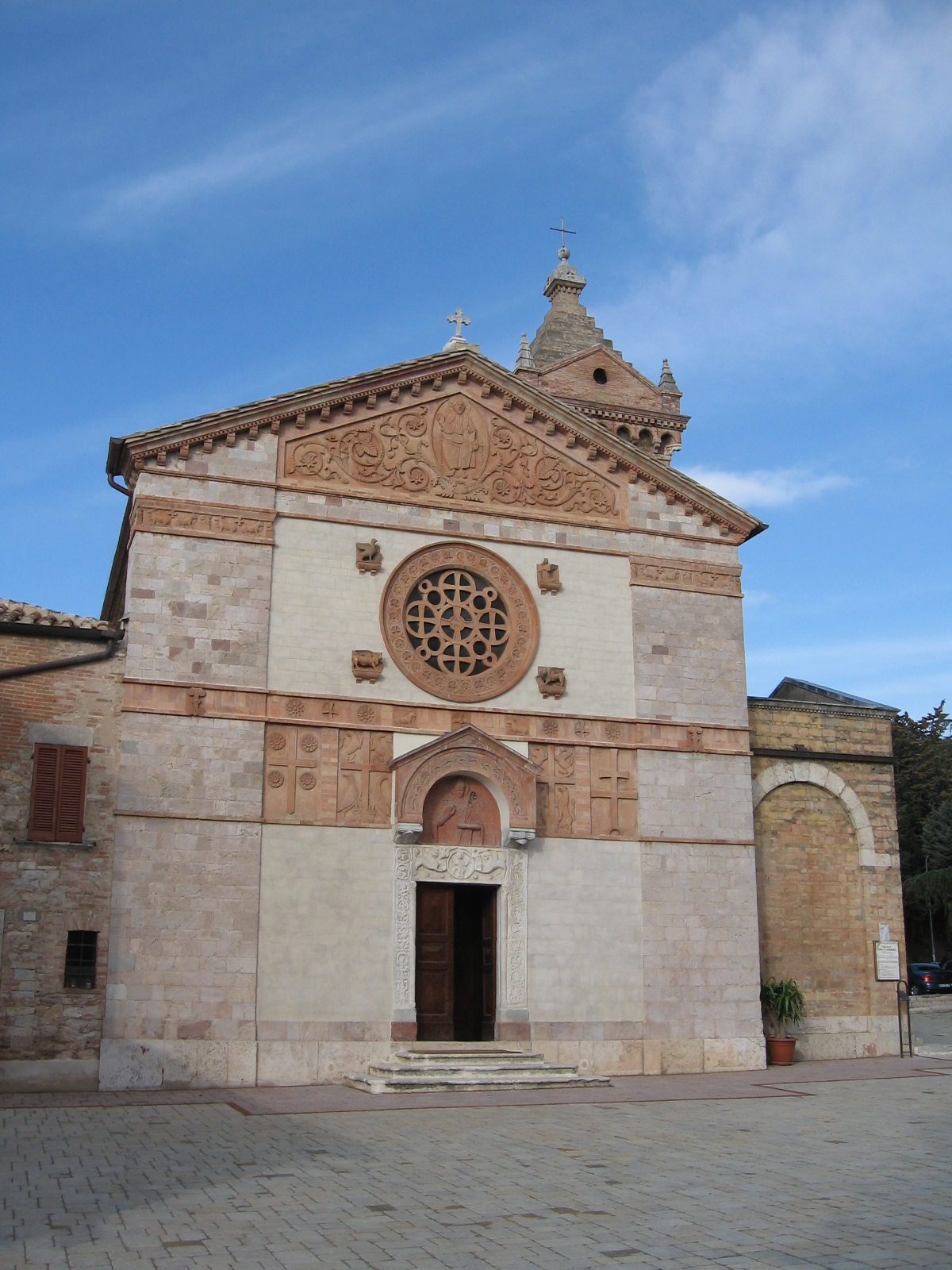
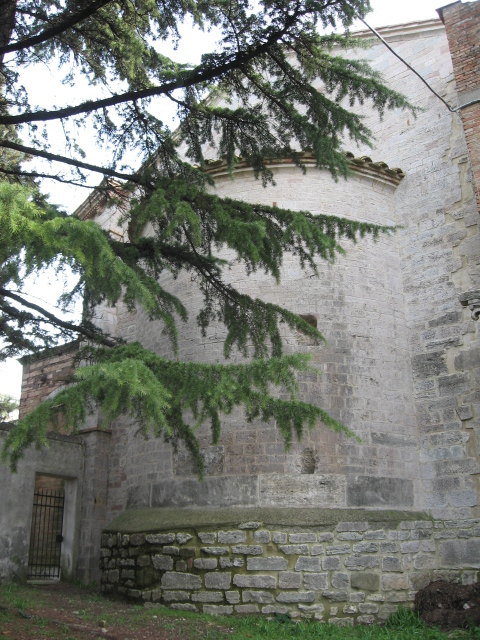
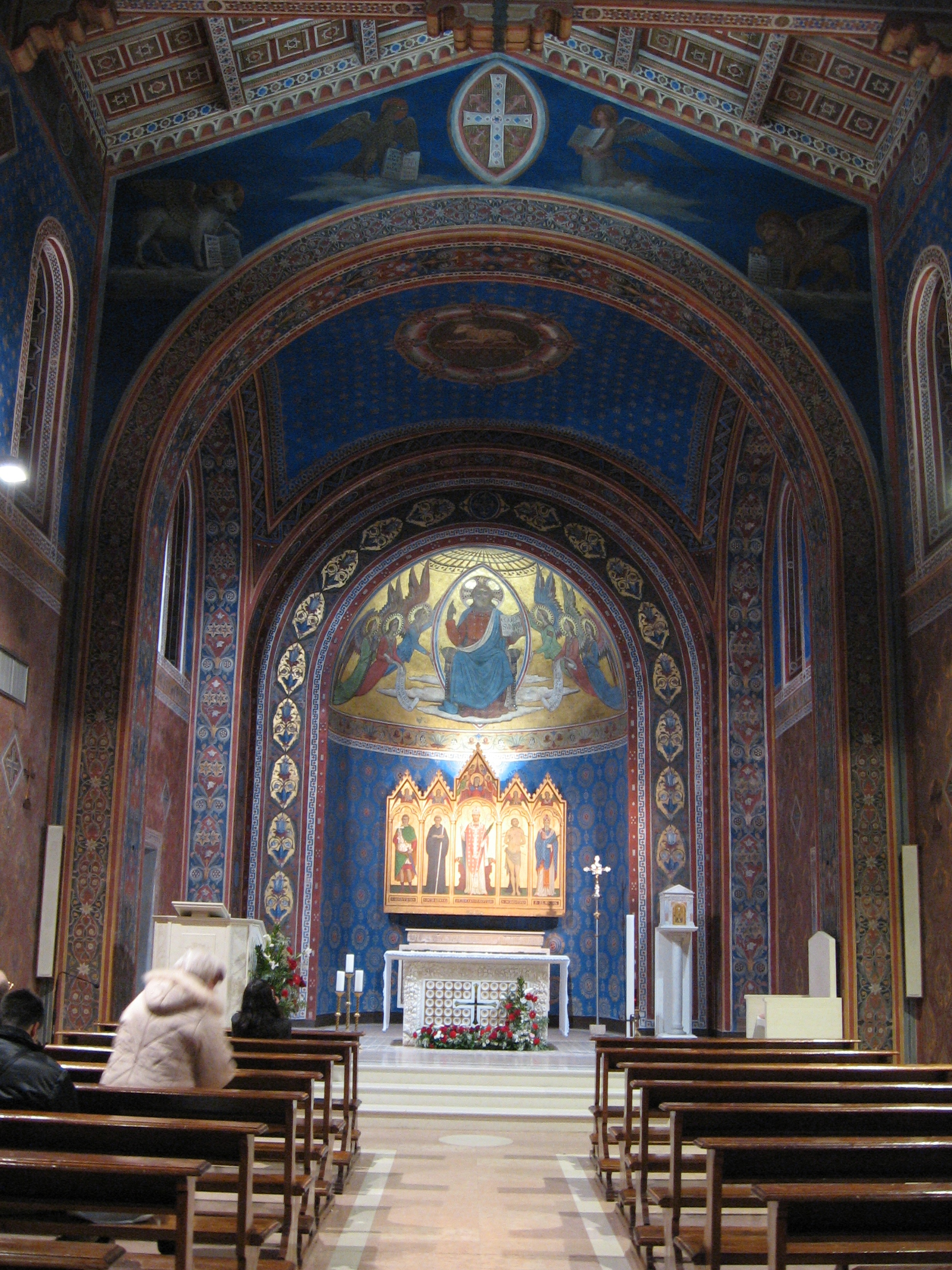
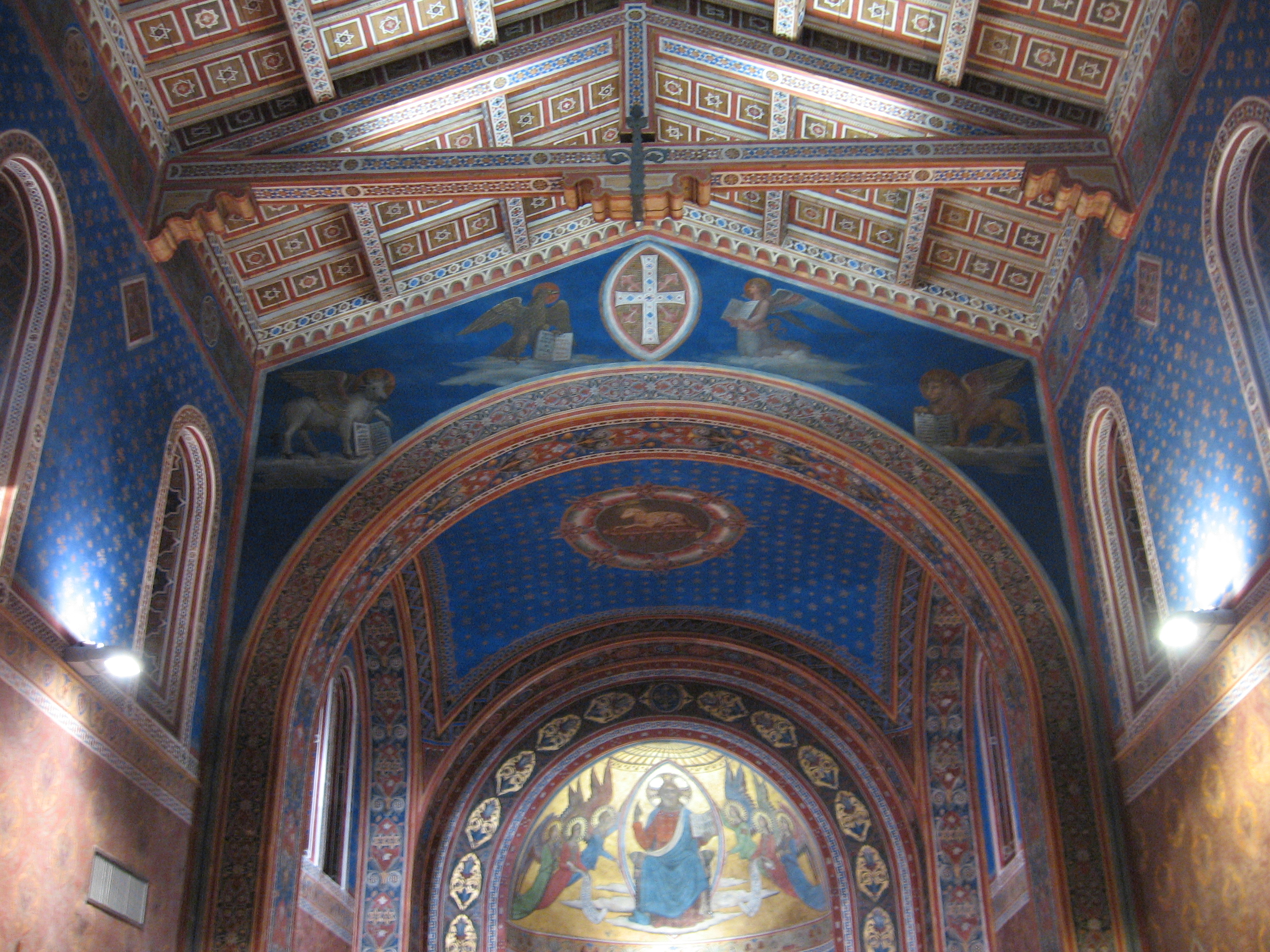